# Bourse 91:an
La bourse 91:an (suédois : 91:an-stipendiet) est un prix de bande dessinée suédois remis par Semic de 1974 à 1996. Il consistait en une statuette de 91:an, un personnage de bande dessinée populaire en Suède, et une somme d'argent qui atteignait 25 000 KRE en 1996.

## Lauréats
Le prix n'a pas été remis en 1988 et 1989.
- 1974 : Nils Egerbrandt
- 1975 : Torsten Bjarre
- 1976 : Jan Lööf
- 1977 : Sture Hegerfors
- 1978 : Gösta Gummesson
- 1979 : Rune Andréasson
- 1980 : Gunnar Persson
- 1981 : Magnus Knutsson
- 1982 : Ola Ericson
- 1983 : Max Lundgren
- 1984 : Rolf Gohs
- 1985 : Ulf Jansson
- 1986 : Lena Furberg
- 1987 : Hans Lindahl
- 1990 : Janne Lundström
- 1991 : Krister Petersson
- 1992 : Jonas Darnell
- 1993 : Charlie Christensen
- 1994 : Lena Ackebo
- 1995 : Patrik Norrman
- 1996 : Monica Hellström